# 평온

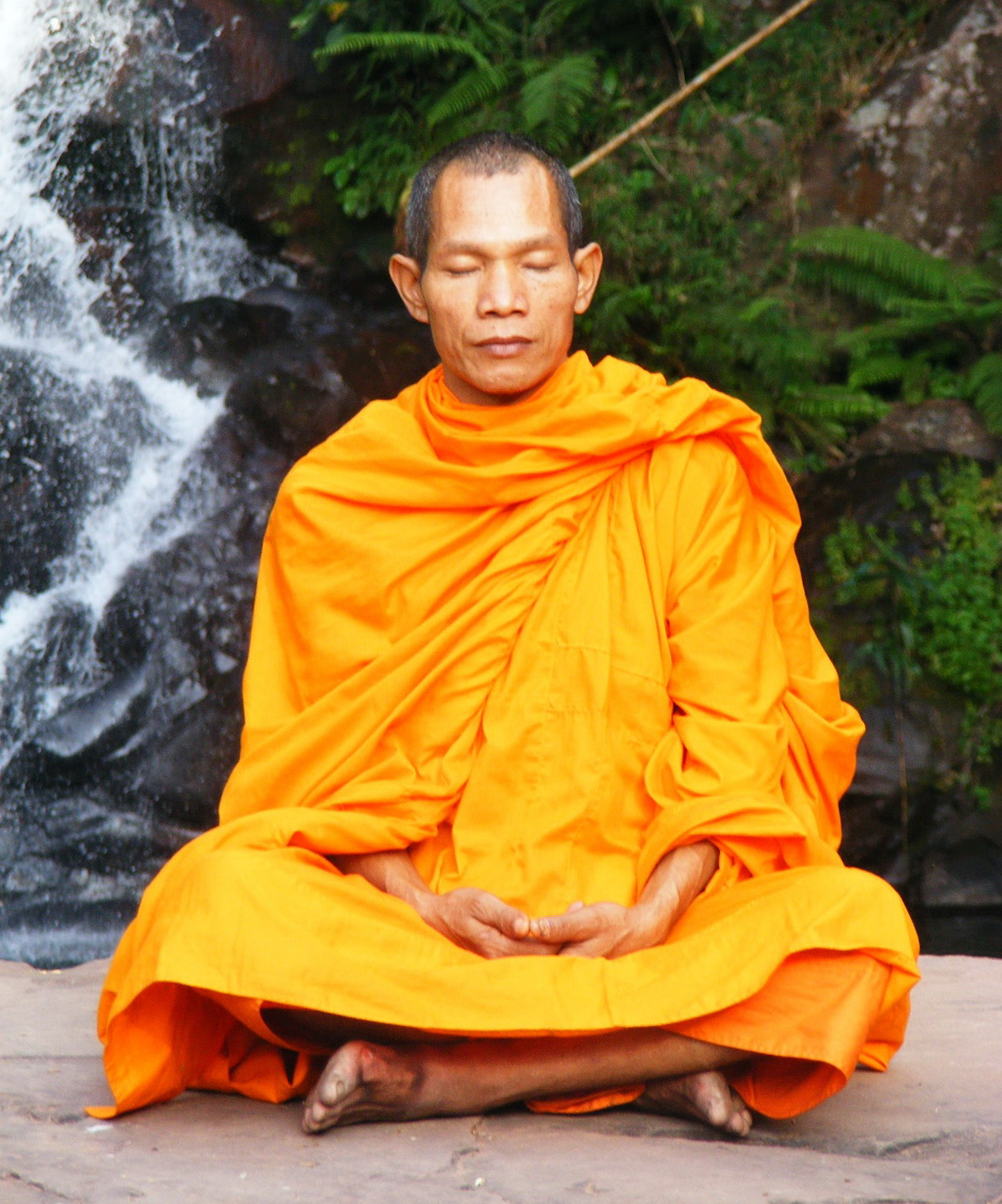
명상을 수행하면 평온한 상태를 유지하는데 도움을 줄 수 있다.

평온, 냉정, 침착은 동요, 흥분, 소란이 없는 마음의 평화를 뜻하는 정신 상태이다. 이는 또한 평온함, 고요함, 평화의 상태를 의미한다. 평안함은 보통 사람이 이완 상태에서 가장 쉽게 나타날 수 있지만, 훨씬 더 주의 깊게 깨어 있는 상태에서도 발견될 수 있다. 어떤 사람들은 공부와 같은 외부적인 것이나 호흡과 같은 내부적인 것에 마음을 집중하는 것이 매우 차분해질 수 있다는 것을 발견한다.

## 유아기로부터의 기원
유아기의 부모의 달래기(흔들기, 안기 등)는 자기 진정 능력의 기초를 다진다. 그 후 과도기적 대상은 평온함을 유지하는 데 도움이 될 수 있으며, 자기 대상(설명 필요)으로서의 애완동물도 진정과 평온을 촉진한다.

## 평온함 함양
평온함은 연습을 통해 배양되고 증가되거나 심리 치료를 통해 개발될 수 있는 특성이다. 일반적으로 다양한 자극과 가능한 산만함, 특히 감정적인 자극에 직면하여 마음을 평온하게 유지하는 훈련이 필요하다. 부정적인 감정은 차분한 마음을 키우려는 사람에게 가장 큰 도전이다. 평온함을 촉진하고 발전시키는 일부 훈련에는 기도, 요가, 태극권, 무술, 연극 예술, 정원 가꾸기, 이완 훈련, 호흡 훈련 및 명상이 있다. 존 카밧 진(Jon Kabat-Zinn)은 다음과 같이 말한다. "당신의 마음챙김은 고요하고 안정될 수 있는 마음의 능력만큼만 강력할 것이다. 평온함이 없으면 마음챙김의 거울은 동요되고 고르지 못한 표면을 갖게 될 것이며 어떤 방법으로도 사물을 반영할 수 없을 것이다."
사라 윌슨(Sarah Wilson)은 차분해지는 방법으로 선택/결정에 대한 노출을 줄이는 것이 좋다고 이야기한다.

## 같이 보기
- 아타락시아
- 사체액설
- 스트레스
- 미주신경